# Lagorchestes
Il genere Lagorchestes Gould, 1841 comprende quattro delle cinque specie di Macropodidi note come wallaby lepre (l'altra è il wallaby lepre fasciato, appartenente al genere Lagostrophus). Due di queste, però, sono ormai estinte.

## Descrizione
Questi animali devono il loro nome alla somiglianza con le lepri, sia nelle dimensioni che nei movimenti.
La lunghezza del corpo è tra 30 e 50 cm, ai quali occorre aggiungere tra 35 e 50 cm di coda. Il peso può arrivare a 5 kg. Il pelo è lungo e folto, di colore variabile tra il bruno-grigio e il rossiccio. Il muso nudo e il collo corto sono caratteristici del genere.

## Distribuzione e abitudini
Gli areali sono (o erano) tutti in Australia.
Sono solitari, prevalentemente notturni ed erbivori.

## Specie
Il genere comprende quattro specie, delle quali due si sono estinte in tempi recenti e una (L. hirsutus) è a rischio di estinzione (vulnerabile nella classificazione dello IUCN):
- Wallaby lepre del Lago Mackay, Lagorchestes asomatus †
- Wallaby lepre dagli occhiali, Lagorchestes conspicillatus
- Wallaby lepre rossiccio, Lagorchestes hirsutus
- Wallaby lepre orientale, Lagorchestes leporides †

Il più antico fossile di Lagorchestes è quello di un wallaby lepre dagli occhiali (specie tuttora vivente) di 11.000 anni fa.